# Sabonete de aço inoxidável

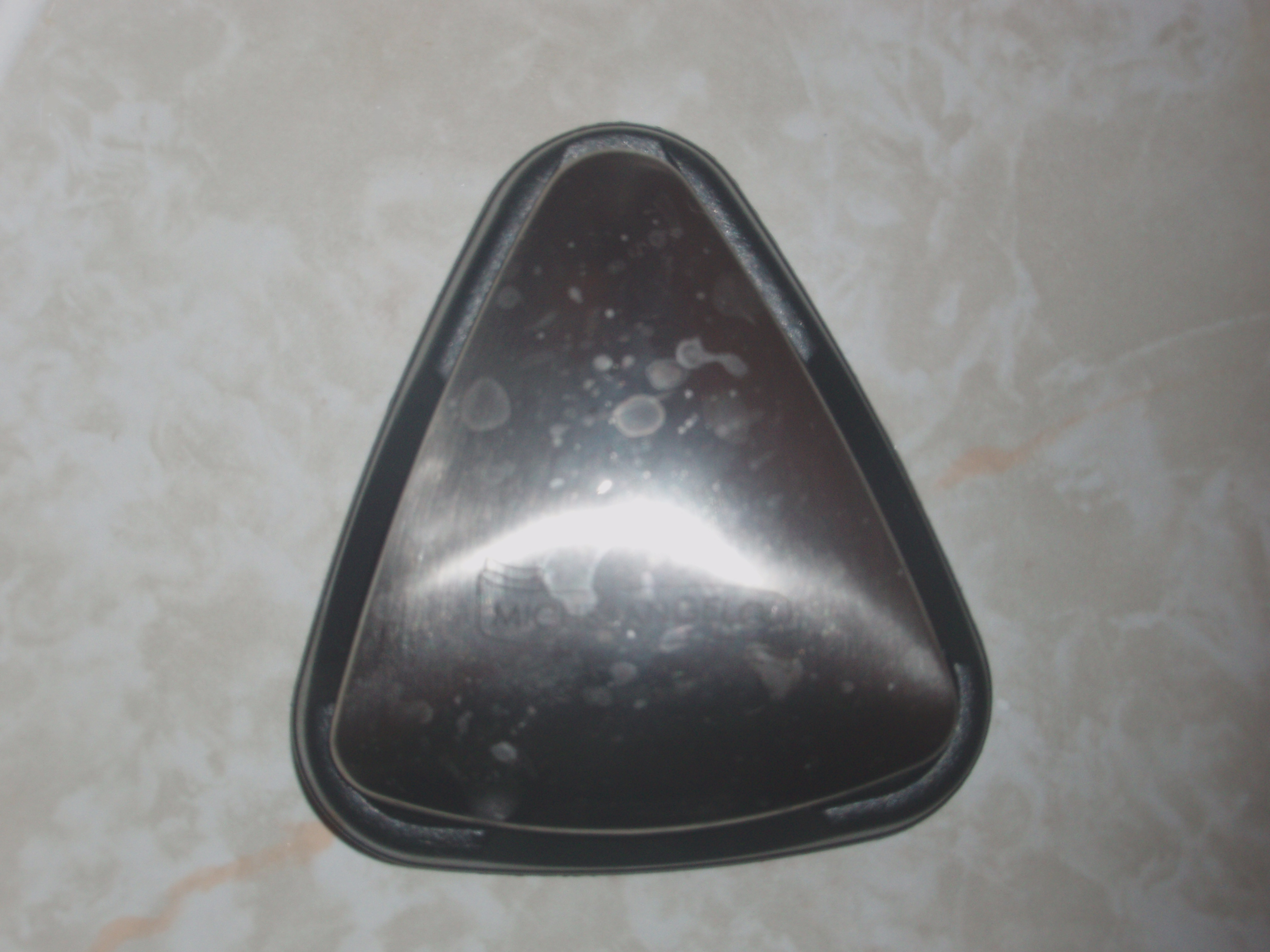
Sabonete de aço inoxidável.

Sabonete de aço inoxidável ou sabonete inox é uma peça de aço inoxidável, com a forma de uma barra de sabonete ou de sabão, que pode ser facilmente segura nas mãos. Seu propósito declarado é o de neutralizar ou de reduzir os odores fortes característicos de certos alimentos, tais como alho, cebola, peixes, etc., daqueles que manipulam esses alimentos.
As evidências científicas da eficácia dessas barras parecem inconclusivas, assim como a compreensão de seu mecanismo de funcionamento ainda não é completa.